# Pierre-Arnaud Dartigoeyte
Pierre-Arnaud Dartigoeyte, né le 12 mars 1763 à Mugron (dans l'actuel département des Landes), mort le 25 novembre 1812 à Lahosse (Landes), est un conventionnel français.

## Biographie
Fils d'un notaire de Mugron, qui possède par ailleurs des biens à Lahosse, Pierre-Arnaud Dartigoeyte suit des études de droit à Bordeaux et devient avocat au Parlement de cette ville. En 1788, il est avocat à Mugron et se fait appeler Dartigoeyte de Lamarque.  
En septembre 1792, alors qu'il est procureur-syndic du district de Saint-Sever, Dartigoeyte est élu député du département des Landes, le premier sur six, à la Convention nationale. Il siège sur les bancs de la Montagne. Lors du procès de Louis XVI, il rejette l'appel au peuple et le sursis et vote pour « la mort sans délai ». Il est absent lors de la mise en accusation de Marat et lors du rétablissement de la Commission des Douze.  
Dartigoeyte est envoyé en mission, d'abord auprès de la section des Amis-de-la-Patrie aux côtés de Bourdon « de l'Oise ». Il se rend, entre mars et juin 1793, dans les départements du Gers et des Landes aux côtés de Pierre Ichon.  
Il est envoyé dans le département du Gers comme représentant en mission pour faire appliquer le décret du 26 août 1793 sur la levée en masse, mission qui sera renouvelée le 2 frimaire an II, et qu'il accomplit avec une rigueur exceptionnelle. Le département est jusque-là majoritairement partisan des girondins. L'administration montagnarde s'emploie donc à reprendre les choses en main. Le médecin François-Michel Lantrac (1760-1848), un des montagnards les plus actifs, est nommé procureur général-syndic provisoire et avec Dartigoeyte ils mènent une politique rigoureuse. Dartigoeyte combat la religion catholique, pourchasse les prêtres réfractaires, brûle sur une place d'Auch les objets de culte. Ses actes lui attirent de nombreuses inimitiés. Le 17 germinal an II, alors qu'il préside la Société populaire d'Auch qui se tient au théâtre, une brique est lancée dans sa direction, sans l'atteindre. Dartigoeyte tempère l'ardeur de ses partisans, mais il n'interviendra pas dans la suite des événements : un soldat de 23 ans, Pierre Lacassaigne, est arrêté. L'incident provoque la convocation de la commission militaire de Bayonne, chargée de la justice révolutionnaire. Les 15 et 16 avril, la guillotine servie assez laborieusement par le bourreau Jean Rascat fonctionne : neuf condamnés à mort sont exécutés. Le 16, la Convention décrète la suppression des tribunaux et commissions militaires dans les départements, mais la nouvelle arrivera trop tard. La commission a consommé pour plus de quatorze cents livres de repas, boissons et liqueurs diverses chez Alexandre, le fameux aubergiste d'Auch.
Dartigoeyte est présenté comme un personnage cruel, cynique, grossier, plutôt porté sur le vin. Il tente vainement de séduire une jeune fille, Victoire Guérard, alors âgée de seize ans. Comme elle lui reproche ses discours extrémistes, il va jusqu'à prononcer une diatribe contre ses propres amis et partisans dans la cathédrale, devenue Temple de la Raison. Il devra s'en excuser quelque temps après.
En prairial an III (juin 1795), Dartigoeyte est décrété d'arrestation, dénoncé au Comité de Législation par Joachim Perez, député suppléant du Gers incarcéré en septembre 1793 comme fédéraliste, puis admis à siéger à la Convention. Il est libéré à la faveur de l'amnistie rendue à la fin de la session de la Convention. 

### Mariage - Décès
Le révolutionnaire épouse l'aristocrate Jeanne-Sophie de Foix-Candalle-Doazit, héritière d'une illustre famille, et cherche à faire oublier son passé. 
En 1808 il se retire à Montfort-en-Chalosse dans la maison de son grand-père paternel et meurt à Lahosse, dans les Landes, le 25 novembre 1812 à l'âge de 49 ans.
Sa veuve Jeanne Sophie de Foix-Candale, retirée à Lahosse dans un ancien prieuré acquis par son mari pendant la Révolution, est morte le 12 août 1827.